# Dalberg-Wendelstorf
Dalberg-Wendelstorf is een gemeente in de Duitse deelstaat Mecklenburg-Voor-Pommeren, en maakt deel uit van het Landkreis Nordwestmecklenburg.
Dalberg-Wendelstorf telt 542 inwoners.
Alt Meteln ·
Bad Kleinen ·
Barnekow ·
Benz ·
Bernstorf ·
Bibow ·
Blowatz ·
Bobitz ·
Boiensdorf ·
Boltenhagen ·
Brüsewitz ·
Carlow ·
Cramonshagen ·
Dalberg-Wendelstorf ·
Damshagen ·
Dassow ·
Dechow ·
Dorf Mecklenburg ·
Dragun ·
Gadebusch ·
Gägelow ·
Glasin ·
Gottesgabe ·
Grambow ·
Grevesmühlen ·
Grieben ·
Groß Molzahn ·
Groß Siemz ·
Groß Stieten ·
Hohen Viecheln ·
Hohenkirchen ·
Holdorf ·
Hornstorf ·
Insel Poel ·
Jesendorf ·
Kalkhorst ·
Klein Trebbow ·
Klütz ·
Kneese ·
Königsfeld ·
Krembz ·
Krusenhagen ·
Lübberstorf ·
Lübow ·
Lübstorf ·
Lüdersdorf ·
Lützow ·
Menzendorf ·
Metelsdorf ·
Mühlen Eichsen ·
Neuburg ·
Neukloster ·
Niendorf ·
Passee ·
Perlin ·
Pingelshagen ·
Pokrent ·
Rehna ·
Rieps ·
Roduchelstorf ·
Roggendorf ·
Roggenstorf ·
Rögnitz ·
Rüting ·
Schildetal ·
Schlagsdorf ·
Schönberg ·
Seehof ·
Selmsdorf ·
Stepenitztal ·
Testorf-Steinfort ·
Thandorf ·
Upahl ·
Utecht ·
Veelböken ·
Ventschow ·
Warin ·
Warnow ·
Wedendorfersee ·
Wismar ·
Zickhusen ·
Zierow ·
Zurow ·
Züsow